# Pycreus fluminalis
Pycreus fluminalis är en halvgräsart som först beskrevs av Henry Nicholas Ridley, och fick sitt nu gällande namn av Alfred Barton Rendle. Pycreus fluminalis ingår i släktet Pycreus och familjen halvgräs. Inga underarter finns listade i Catalogue of Life.